# 小行星24838
小行星24838（24838 Abilunon）是一颗绕太阳运转的小行星，为主小行星带小行星。该小行星于1995年10月23日发现。

## 轨道参数
小行星24838的轨道半长轴为2.3671337 UA，离心率为0.2191335。